# Danny Ervik
Danny Kristoffer Ervik, född 24 februari 1989, är en svensk fotbollsspelare som spelar som försvarare.

## Karriär
Erviks moderklubb är Utbynäs SK. Han spelade för Örgryte IS mellan 2009 och 2011. Han skrev i november 2011 på ett treårskontrakt med Falkenbergs FF. Den 17 juli meddelade GAIS att Danny skrivit på för klubben och ett avtal som sträcker sig fram till 2016. Han debuterade för klubben i Superettan den 18 juli 2015 i en 2–0-vinst över AFC United.
Inför säsongen 2017 återvände Ervik till Örgryte IS. Efter säsongen 2020 lämnade Ervik klubben.